# Грин, Соня
Соня Грин (в девичестве Соня Хафт Шафиркин; 16 марта 1883, Ичня — 26 декабря 1972) — американская писательница и издательница. Президент Ассоциации любительской прессы. Жена американского писателя Говарда Филлипса Лавкрафта.

## Биография
Соня Хафт Шафиркина родилась в городе Ичня, Черниговской губернии (Российская империя, ныне Украина) у Симона и Рахили Шафиркиных. В 1892 году Соня иммигрировала в Америку. Когда девушке исполнилось 13, отчим решил, что она уже должна работать, и её отдали овладевать профессией модистки.
В шестнадцатилетнем возрасте Соня вышла замуж за Сэмюэла Секендорфа, который был на десять лет старше неё, оказался неуравновешенным, с тяжелым нравом и психическими расстройствами, не работал и изменял. В конце концов, в 1916 году он покончил с собой. В 1900 году она родила сына, который скончался в трехмесячном возрасте. Через два года 19 марта 1902 года она родила дочь, которую назвали Флоренс Кэрол.
В 1917 году Соня Грин познакомилась с журналистом Джеймсом Ф. Мортоном, который и заинтересовал её литературным творчеством. Она начала посещать лекции, ходить в вечернюю школу для усовершенствования знания английского, вошла в Объединенную ассоциацию любительской прессы, членом которой в то время был и Лавкрафт, и завязала переписку с писателем (тот писал ежедневно, некоторые письма достигали 50 страниц, но после разрыва Соня всех их сожгла). В 1921 году Соня Грин выпустила первый номер собственного любительского журнала The Rainbow, в котором было опубликовано несколько её очерков, а также произведения Лавкрафта и других её друзей. Вместе с Лавкрафтом они написали рассказы «Ужас на Мартинз Бич» и «Четвёртый час», вышедший спустя 27 лет за авторством только Сони Грин под названием «Невидимый монстр» («Незримое чудовище»).

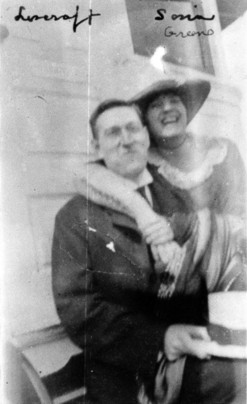
Лавкрафт и Соня Грин, 5 июля 1921 года

В 1924 году в Нью-Йорке повторно вышла замуж за писателя Говарда Филлипса Лавкрафта, с которым состояла в официальном браке вплоть до 1933 года, хотя фактически супруги расстались несколькими годами ранее. Вскоре после свадьбы Грин потеряла свой магазин шляп, а её финансовые активы пропали из-за банкротства банка, и в придачу её поразил острый гастрит. После выздоровления, не найдя других приемлемых вариантов, Соня 31 декабря 1924 года уехала в Цинциннати, где ей предложили должность в универмаге, затем — в Кливленд. Она продолжала содержать мужа, который переселился в небольшую квартиру в Бруклине, каждые две-три недели приезжала к нему, но брак постепенно распадался. Лавкрафт страдал в шумном Нью-Йорке и жена сама предложила ему вернуться обратно в Провиденс, что он с радостью и сделал в апреле 1926 года.
Весной 1928 года она открыла собственный магазин шляп в Нью-Йорке, по этому случаю к ней приезжал и муж. Однако Соня уже разочаровалась в браке на расстоянии и в конце года предложила развестись. Лавкрафт этого не ожидал, был против, но в конце концов согласился. По законам штата Нью-Йорк того времени развод был возможен только при условии супружеской измены, психической болезни или пожизненного заключения одного из супругов. Соня согласилась, чтобы кто-то из родственников Говарда фиктивно свидетельствовал против нее об измене и соответствующие бумаги должны быть подписаны в апреле 1929 года (некоторые источники, впрочем, утверждают, что Лавкрафт, любя Соню, так и не подписал их, и юридически она осталась его женой на всю жизнь).
В 1930 году Соня Грин написала пьесу «Алкеста», которая небольшим тиражом была опубликована только в 1985 году. В 1933 году она переехала в Калифорнию , где продолжила заниматься коммерческой деятельностью, но предварительно уничтожила все письма от Лавкрафта. В 1936 году в Лос-Анджелесе Соня Грин вышла замуж за Натаниеля Авраама Дэвиса, профессора экономики и международного права, который скончался через 10 лет мужчина скончался.
Остальную жизнь она прожила сама, написала еще несколько небольших произведений, а также мемуары о втором муже. С единственной дочерью Флоренс Кэрол она повздорила вскоре после брака с Лавкрафтом и до глубокой старости вообще не общались. Последние годы Соня Грин была прикована к инвалидной коляске и жила в заведении для пожилых людей «Diana Lynn Lodge» в Санленде в окрестности Лос-Анджелеса, здесь и скончалась 26 декабря 1972 года.

## Публикации

### Стихи
- Ода Флоренс
- Морс Омнибус Комунис

### Рассказы
- Ужас на Мартинз Бич
- Четыре часа

### Автобиография
- Частная жизнь Лавкрафта (под именем Соня Х. Дэвис)

### Очерки
- Любительство и редактор
- Рекрутинг
- Мнение
- Коммерциализации
- Любительские Афоризмы
- Игра в шахматы
- Хейнс против Хаунтаин